# Gran Premio de las Naciones de Motociclismo de 1961
El Gran Premio de las Naciones de Motociclismo de 1961 fue la novena prueba de la temporada 1962 del Campeonato Mundial de Motociclismo. El Gran Premio se disputó el 3 de septiembre de 1961 en el Autodromo Nacional de Monza.

## Resultados 500cc
Fue extraordinario para MV Agusta la contratación de Mike Hailwood como segundo conductor. El líder Gary Hocking cayó, y Hailwood no necesitó mucho tiempo para acostumbrarse a la máquina que pasó a llamarse "MV Privat". Condujo todo el campo en una o más vueltas. Alistair King quedó en segundo lugar y Paddy Driver subió al escenario por primera vez.
| Pos.    | Piloto                | Equipo    | Tiempo     | Pts. |
| ------- | --------------------- | --------- | ---------- | ---- |
| 1       | Mike Hailwood         | MV Privat | 1h 05' 14" | 8    |
| 2       | Alastair King         | Norton    | +1 Vuelta  | 6    |
| 3       | Paddy Driver          | Norton    | +1 Vuelta  | 4    |
| 4       | Alberto Pagani        | Norton    | +1 Vuelta  | 3    |
| 5       | Bert Schneider        | Norton    | +2 Vueltas | 2    |
| 6       | Jack Findlay          | Norton    | +2 Vueltas | 1    |
| 7       | Karl Hoppe            | Norton    | +2 Vueltas |      |
| 8       | Hans-Günter Jäger     | BMW       | +3 Vueltas |      |
| 9       | Rudolf Gläser         | Norton    | +3 Vueltas |      |
| 10      | Roberto Vigorito      | Norton    | +3 Vueltas |      |
| 11      | Ernst Hiller          | Matchless | +5 Vueltas |      |
| 12      | Benedetto Zambotti    | Gilera    | +5 Vueltas |      |
| 13      | Emanuele Maugliani    | Gilera    | +5 Vueltas |      |
| 14      | Alfonz Breznik        | Gilera    | +8 Vueltas |      |
| Ret     | Hugh Anderson         | Norton    | Ret        |      |
| Ret     | Giuseppe Mantelli     | Gilera    | Ret        |      |
| Ret     | Gary Hocking          | MV Privat | Ret        |      |
| Ret     | Gianfranco Domeniconi | Norton    | Ret        |      |
| Ret     | Vasco Loro            | Norton    | Ret        |      |
| Ret     | Frank Perris          | Norton    | Ret        |      |
| Ret     | Artemio Cirelli       | Gilera    | Ret        |      |
| Ret     | Jacques Insermini     | Norton    | Ret        |      |
| Ret     | John Hartle           | Norton    | Ret        |      |
| Ret     | Renzo Rossi           | Gilera    | Ret        |      |
| Fuente: |                       |           |            |      |

## Resultados 350cc
František Št'astný solo tenía una posibilidad teórica de ganar el título mundial, pero se diluyó en el momento en que se retiró. Por lo tanto, Gary Hocking se aseguró el título. Hocking también ganó la carrera, cinco segundos por delante de su nuevo compañero de equipo Mike Hailwood. Gustav Havel se llevó los honores por Jawa y terminó tercero.
| Pos. | Piloto             | Equipo    | Tiempo     | Pts. |
| ---- | ------------------ | --------- | ---------- | ---- |
| 1    | Gary Hocking       | MV Privat | 51' 17" 8  | 8    |
| 2    | Mike Hailwood      | MV Privat | +5" 1      | 6    |
| 3    | Gustav Havel       | Jawa      | +1' 49"    | 4    |
| 4    | Alan Shepherd      | Bianchi   | +1 Vuelta  | 3    |
| 5    | Silvio Grassetti   | Benelli   | +1 Vuelta  | 2    |
| 6    | Hugh Anderson      | Norton    | +2 Vueltas | 1    |
| 7    | Jack Findlay       | Norton    | +2 Vueltas |      |
| 8    | Bert Schneider     | Norton    | +2 Vueltas |      |
| 9    | Rudolf Glaser      | Norton    | +2 Vueltas |      |
| Ret  | John Hartle        | n.d.      | Ret        |      |
| Ret  | Paddy Driver       | Bianchi   | Ret        |      |
| Ret  | František Št'astný | Jawa      | Ret        |      |
| Ret  | Alfredo Milani     | n.d.      | Ret        |      |
| Ret  | Ernesto Brambilla  | Bianchi   | Ret        |      |
| Ret  | Alistair King      | Bianchi   | Ret        |      |

## Resultados 250cc
En la clase de 250cc, se produjo una feroz batalla entre Jim Redman y Mike Hailwood, que Redman logró ganar por solo dos décimas de segundo. Como resultado, la batalla por el campeonato mundial siguió siendo emocionante con un Tom Phillis llegando en tercer lugar. Tarquinio Provini, que tuvo pocas carreras en la Copa Mundial debido a sus obligaciones en el campeonato nacional italiano, terminó cuarto con su Moto Morini 250 Bialbero.
| Pos. | Piloto             | Equipo      | Tiempo     | Pts. |
| ---- | ------------------ | ----------- | ---------- | ---- |
| 1    | Jim Redman         | Honda       | 41' 56" 8  | 8    |
| 2    | Mike Hailwood      | Honda       | +0" 2      | 6    |
| 3    | Tom Phillis        | Honda       | +26" 8     | 4    |
| 4    | Tarquinio Provini  | Moto Morini | +1' 05" 6  | 3    |
| 5    | František Št'astný | Jawa        | +1' 57" 4  | 2    |
| 6    | Silvio Grassetti   | Benelli     |            | 1    |
| 7    | Teisuke Tanaka     | Honda       | +1 Vuelta  |      |
| 8    | Bruno Spaggiari    | Benelli     | +1 Vuelta  |      |
| 9    | Arthur Wheeler     | Moto Guzzi  | +2 Vueltas |      |
| 10   | Alan Shepherd      | MZ          | +2 Vueltas |      |
| 11   | Michael Schneider  | NSU         | +3 Vueltas |      |
| 12   | Roberto Patrignani | Moto Morini | +3 Vueltas |      |
| 13   | E. Larquier        | Aermacchi   | +4 Vueltas |      |
| 14   | Giordano Bon       | Benelli     | +5 Vueltas |      |
| Ret  | Gustav Havel       | Jawa        | Ret        |      |
| Ret  | John Hartle        | Honda       | Ret        |      |
| Ret  | Bob McIntyre       | Honda       | Ret        |      |

## Resultados 125cc
Una vez más, los conductores de Honda volvieron a los cuchillos. En Italia, la falta de órdenes estables afectó al hasta ahora líder de la clasificación, Tom Phillis, que terminó justo detrás de sus compañeros de equipo Teisuke Tanaka y Luigi Taveri. Ernst Degner (MZ) se aprovechó del desconcierto y consiguió la victoria y el liderazgo de la general.
| Pos. | Piloto                | Moto       | Tiempo     | Pts. |
| ---- | --------------------- | ---------- | ---------- | ---- |
| 1    | Ernst Degner          | MZ         | 39' 04"    | 8    |
| 2    | Teisuke Tanaka        | Honda      | +8" 1      | 6    |
| 3    | Luigi Taveri          | Honda      | +9" 5      | 4    |
| 4    | Tom Phillis           | Honda      | +9" 6      | 3    |
| 5    | Jim Redman            | Honda      | +16" 5     | 2    |
| 6    | Rex Avery             | EMC        | +34" 7     | 1    |
| 7    | Walter Brehme         | MZ         | +1' 12" 7  |      |
| 8    | Alan Shepherd         | MZ         | +1' 12" 9  |      |
| 9    | Frank Perris          | EMC        | +1' 13"    |      |
| 10   | Jan Huberts           | Honda      | +1' 14" 2  |      |
| 11   | Gianemilio Marchesani | FB Mondial | +1 Vuelta  |      |
| 12   | Gilberto Milani       | Paton      | +2 Vueltas |      |
| 13   | Bert Schneider        | Rumi       | +2 Vueltas |      |
| 14   | Vittorio Zito         | Ducati     | +2 Vueltas |      |
| 15   | Roberto Patrignani    | Ducati     | +2 Vueltas |      |
| 16   | Santarelli            | Ducati     | +2 Vueltas |      |
| 17   | Han Leenheer          | Ducati     | +3 Vueltas |      |
| Ret  | Peter Eser            | n.d.       | Ret        |      |
| Ret  | Paolo Campanelli      | n.d.       | Ret        |      |
| Ret  | Franco Latini         | Ducati     | Ret        |      |
| Ret  | Alistair King         | n.d.       | Ret        |      |